# Neotamias grisescens
Neotamias grisescens — вид бурундука, що мешкає в Ченнелд-Скебленді у центральному Вашингтоні. Раніше його вважали підвидом Neotamias minimus. Він симпатричний як до N. minimus, так і до N. amoenus; його можна відрізнити від цих видів завдяки загальному сірішому забарвленню.